# Ivan Tsonov
Ivan Tsonov est un lutteur bulgare spécialiste de la lutte libre né le 31 juillet 1966.

## Biographie
Ivan Tsonov a participé aux Jeux olympiques d'été de 1988, au cours desquels il remporta la médaille d'argent en combattant dans la catégorie des -48 kg, ainsi qu'aux Jeux olympiques d'été de 2000.